# Schloss Lampoding

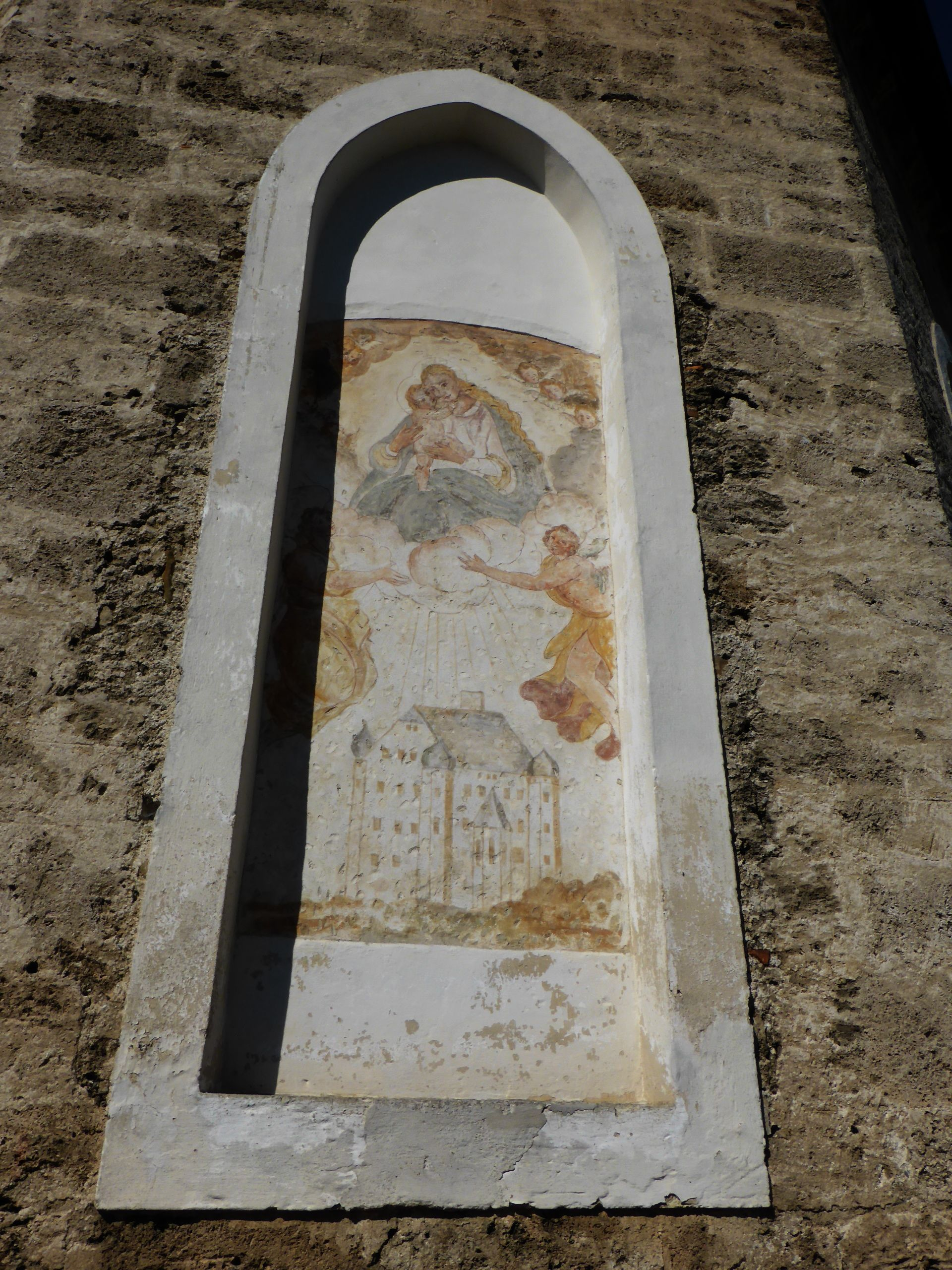
Fresko des Schlosses Lampoding auf der Rückseite der Kirche von Kirchstein

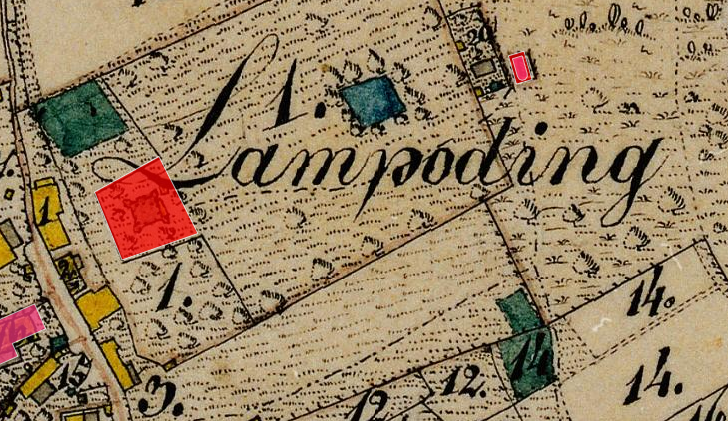
Lageplan von Schloss Lampoding auf dem Urkataster von Bayern

Das abgegangene Schloss Lampoding lag am Ostufer des Waginger Sees im Ortsteil Lampoding am Ende des Lodronweges in der Gemeinde Kirchanschöring im Landkreis Traunstein (Bayern). Die Anlage wird als Bodendenkmal unter der Aktennummer D-1-8042-0013 im Bayernatlas als „abgegangenes Hofmarkschloss des späten Mittelalters und der frühen Neuzeit ("Schloss Lampoding")“ geführt. 

## Geschichte
Lampoding wird erstmals in den Breves Notitiae genannt, als 788 Reginolt de Lantpotingen sich und sein Eigentum der Kirche des heiligen Ruperts in Salzburg verschrieb. Anfang des 10. Jahrhunderts wird der Ort bei einem Gütertausch des Erzbischofs Odalbert als Lampotinga bezeichnet. In den Traditionen des Klosters Michaelbeuern scheint vor 1190 ein Heinricus de Lampotingen auf. Diese Familie stellt hohe geistliche und weltliche Würdenträger, Domherrn, Viztume und geistliche Räte. Hartung von Lampoting († 1306) war 1277 bis 1295 Domherr von Salzburg, dann Dompropst von Gurk und zuletzt von 1303 bis 1305 Propst des Klosterstifts Berchtesgaden, und Andreas Lampoting wird am 2. Oktober 1350 urkundlich als Domherr von Salzburg genannt. Das Salzburger Domkapitel wählte ihn zum Propst des Stiftes Suben, als solcher wurde er am 27. August 1358 von Bischof Gottfried von Passau bestätigt. Er ist am 1. September 1380 verstorben.
Eine Linie der Lampotinger stammt von Seibold, einem Schiffherrn von Laufen. Bei der Schlacht bei Mühlberg wurde er zum Ritter geschlagen und wurde einer der Wohltäter der Stiftskirche St. Mariä Himmelfahrt von Laufen. Stephan von Lampoding, Pfleger von Haunsperg, verkaufte sein Schiffsherrenrecht an Erzbischof Gregor. Der Vetter Stephans, Heinrich von Lampoding, überließ seiner einzigen Tochter ein hohes Heiratsgut, zu dem auch das Gut Lampoding gehörte; diese heiratete Ludwig Eichhammer. Die Erbin des kinderlos gebliebenen Ludwig, Wandula von Haunsperg, geborene Trauner, verkaufte ihr freies Eigen dem Friedrich von Lampoding. Friedrich und Stephan von Lampoding scheinen 1403 als Mitglieder des Igelbundes auf. In einem Lehensbrief von 1427 wird Friedrich mit dem Oberhof in Lampoding beliehen, Hans Lampodinger erhält den Mitterhof. 1461 erhielt Friedrich der junge Lampotinger den Oberhof und weitere Güter. Er wird noch 1473 in der Landtagsladungsliste genannt, mit ihm verschwinden dann die Lampodinger.
1474 kaufte Gilig Gold, Ausferg und Bürger von Laufen, und seine Hausfrau Benigna, eine Schwester des letzten Friedrich von Lampoding, das Gut zurück. In einem Lehensbrief von 1506 überließ Erzbischof Leonhard dem Hanns Gold den Oberhof, den Mitterhof, das Tannlehen und die Sölden zu Lampoding als Mannlehen. Hans Gold, Kastner von Tittmoning, nennt sich 1537 zu Lampoting; er dürfte den Ansitz in Lampoding weiter ausgebaut haben. 1592 wird das Goldsche Schlössl zu Lampoting genannt. Seit dem letzten Drittel des 16. Jahrhunderts siegeln die Gold mit der Lampotiner Rose. Ernreich von Gold war der letzte seiner Familie ohne männliche Erben. Über seine Hausfrau Appolonia Perner von Rettenwörth gelangten die Lehensgüter und der Sitz an Johann Christoph Perner, Erausferg, erzbischöflicher Rat und Kammerpräfekt. Nach seinem Tod († 1632) verkauften seine Söhne der Schulden wegen 1632 den adelichen Süz Lampoding, Güter, Zechent und Undterthonen an Katharina von Lodron, eine Schwägerin des Erzbischofs Paris Lodron. Sie übergab 1637 diese Güter dem Bruder des Erzbischofs, Christoph Graf von Lodron, zur Errichtung einer Primogenitur. 1638 wurde der Sitz Lampoding noch mit den Gütern Steinbrünning (der schwer verschuldete Besitzer Hans Christoph von Nußdorf verstarb am 5. Februar 1633 und Turm und Hofbau kamen an den Erzbischof) und Jagd- und Fischereirechten am Tachinger See vermehrt und Lampoding erhielt am 30. Januar 1638 die Hofmarkfreiheiten übertragen von Steinbrünning.
Paris Lodron errichtete am 19. August 1653 für seine Schwester einen Sekundogenitur-Fideikommiss, in den der Sitz Lampoding eingebracht wurde. Lampoding wurde zudem mit der heimgefallenen Hofmark Wolkersdorf vereinigt. Lehensträger dieser Doppelhofmark wurde Christoph Graf von Lodron, Erblandmarschall und Inhaber der Lodron’schen Primogenitur. Nach dessen Tod traten seine beiden Söhne Franz Niklas, vermählt mit Theresia von Dietrichstein, und Paris, verheiratet mit Constantina von Lamberg, das Erbe an. Beide hinterließen keine sie überlebenden Kinder. Die Herrschaft über die Hofmark Lampoding-Wolkersdorf übten ein Sebastian Franz Joseph, dann ein Hieronymus Joseph, weiter dessen Söhne Nikolaus Sebastian und Anton Karl, später des letzteren Sohn Franz Maria Joseph und von diesem Hieronymus Paris (von 1794 bis 1821) aus. Nikolaus Sebastian Reichsgraf von und zu Lodron hielt sich 1766 und 1767 auf dem Sekundogeniturgut Lampoding auf und verschönerte das Schloss der Zeit entsprechend. Die Hofmarksrechte übten die Lodrons in dieser Gegend bis 1811 aus. Mit Hieronymus Paris erlischt am 31. März 1821 diese sog. Georgische Lodron’sche Linie. Maria Alois Joseph von Lodron, geboren am 31. März 1780, verheiratet mit Maria Anna Gräfin Plaz, war der nächste Besitzer; aber er starb bereits 1827. Von ihm ging die Herrschaft an Carl Maria zu Lodron-Laterano über. Am 12. September 1829 genehmigte König Ludwig I., dass Carl Maria Graf Lodron-Laterano, der in Innsbruck residierte, auf dem Lehen Lampoding und Wolkersdorf ein Patrimonialgericht II. Klasse bildete. Der Besitz ging bald danach an den Grafen Franz von Lodron über. Dieser machte Konkurs und am 22. Oktober 1832 wird der Besitz vor dem Münchener Kreis- und Stadtgericht versteigert. Die Hofmark Lampoding mit Schloss kamen bei der Versteigerung an Georg Gruber, dem ehemaligen Lodronischen Sekretär in Innsbruck. Da Gruber ein Nichtadeliger war, wurde die Patrimonialgerichtsbarkeit durch die Regierung des Isarkreises aufgehoben. Für Wolkersdorf, das von Gruber nicht erworben wurde, übte das Landgericht Tittmoning die Jurisdiktion aus. Gruber veräußerte den Lampodinger Besitz 1833 an den Oberstleutnant Graf Clement von Lodron (1789–1861), der in München wohnte und auch Wolkersdorf innehatte. Bis zum 21. Dezember 1835 war Clement Graf von Lodron der Besitzer, dann kam das Schloss bis 1850 an Joseph Ernst von Koch-Sternfeld. 1850 ging das Schloss auf dem Kaufweg an Maria Kerner über. Ihr Mann ließ das Schloss ab 1853 abtragen, weil er dort einen Schatz zu finden hoffte, der sich naturgemäß nicht finden ließ.

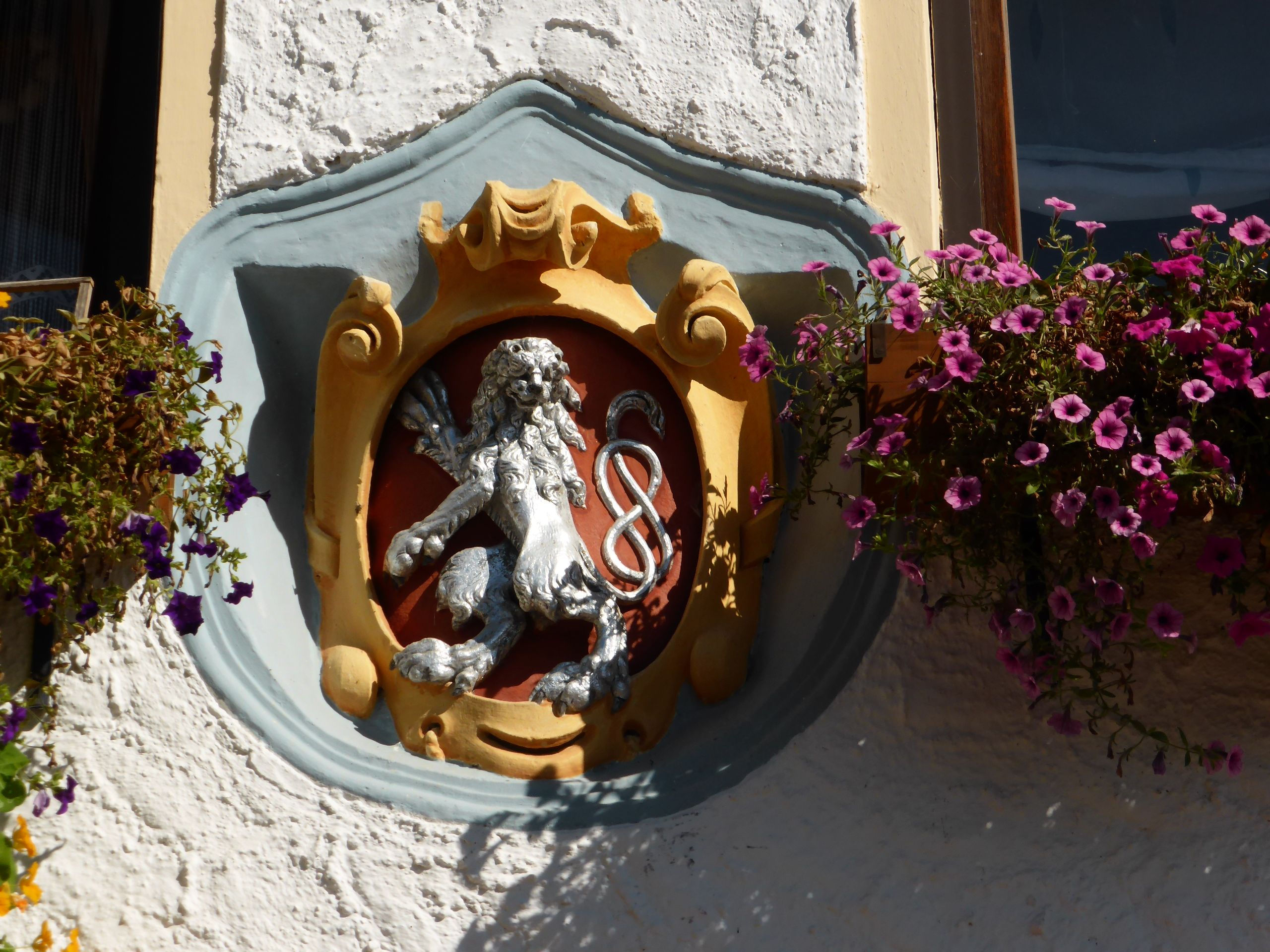
Lodronwappen auf dem Haus des ehemaligen Unterwirts in Lampoding

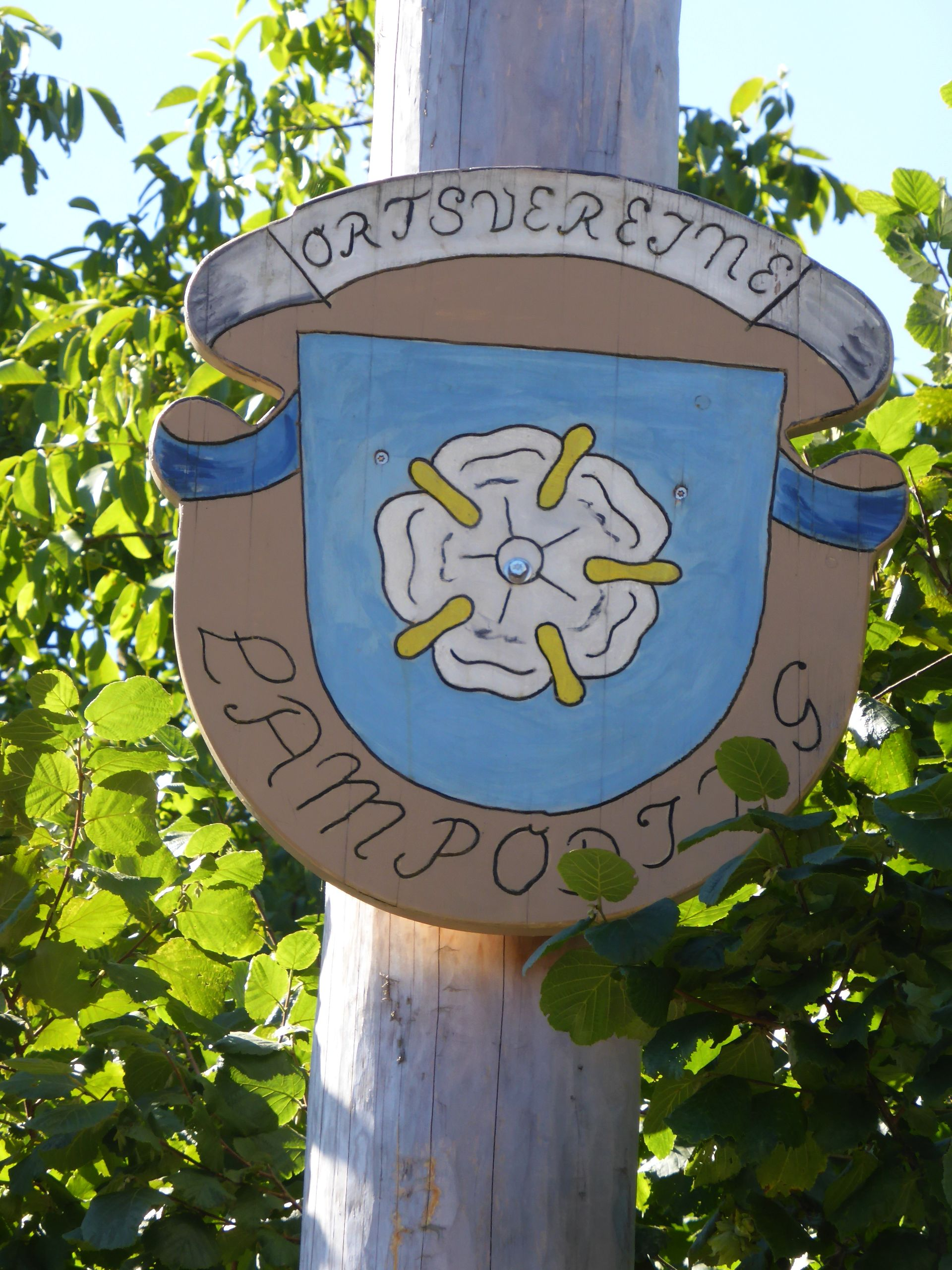
Silberne Rose von Lampoding auf dem Maibaum von Kirchstein

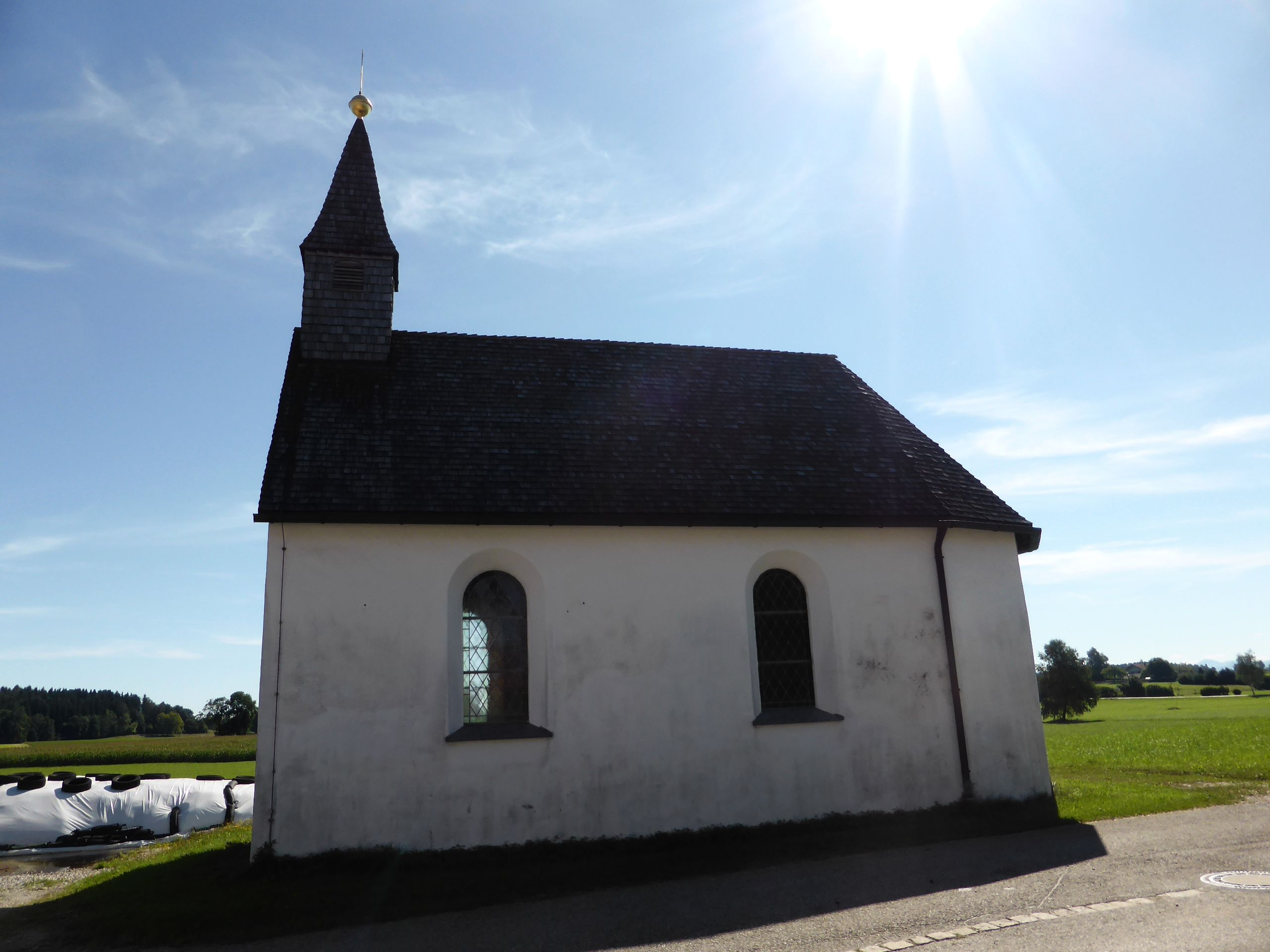
Ehemalige Schlosskapelle von Lampoding

## Burg und Schloss Lampoding
Der spätmittelalterlichen Bau hatte vermutlich die Form eines Wohnturms, seine Lage dürfte mit der des späteren Schlosses gleichzusetzen sein. Das Gelände östlich und damit unterhalb des Dorfes Lampoding, nahe der Aichet-Kapelle „Zu Ehren unserer Lieben Frau von Loretto“, die sich nach alten Plänen außerhalb des Schlossweihers befand, wird als Lagestelle vermutet. Noch heute lassen sich durch leichte Bodenerhebungen und durch unterschiedlichen Bewuchs die ungefähren Ausmaße erkennen. Bei Drainagearbeiten nach dem Ersten Weltkrieg wurden vereinzelt noch Steinmaterial und Mauerreste gefunden.
Das Gebäude der ehemaligen Hofmark Lampoding-Wolkersdorf war ein dreigeschossiger Schopfwalmdachbau mit Ecktürmchen. Ein Fresko an der Ostseite der Ägidius-Kirche in Kirchstein zeigt das Gebäude im 18. Jahrhundert; auch die Vereinsfahne der Freiwilligen Feuerwehr von Lampoding zeigt das Schlossgebäude und ebenso die Lampodinger Rose. Im Obergeschoss des Schlosses war eine Hauskapelle untergebracht. Beim ehemaligen Unterwirt in Lampoding ist heute noch ein Lodronwappen in die Hauswand eingelassen, vermutlich ein Überbleibsel des Schlosses, welches keine 50 Meter davon entfernt stand. Die silberne Rose aus dem Familienwappen der Lampodinger wurde 1975 in das Gemeindewappen von Kirchanschöring integriert; bis zu ihrer Eingemeindung nach Kirchanschöring 1972 führte die Gemeinde Lampoding kein eigenes Wappen.
Von dem 1853 abgebrochenen Gebäude selbst ist heute nichts mehr erhalten, nur die ehemalige Schlosskapelle ist noch vorhanden.

## Kapelle Maria Loreto
1547 wird erstmals eine Kapelle „zu Aich“ erwähnt, daher auch der Name „E(A)ichetkapelle“. 1731 ließ der Hofmarksbesitzer Hieronymus Joseph Graf Lodron die Kapelle im Barockstil neu erbauen.
Die Kapelle ist ein rechteckiger massiver Putzbau mit einem fünfeckigen Abschluss. Der Dachreiter und das Spitzdach sind mit Schindeln gedeckt. Auf beiden Seiten befinden sich rundbogige Fenster. Im Inneren ist eine flache Leistendecke mit ornamentaler Malerei. Der Altar ist im neoromanischen Stil mit vergoldeten Schnitzornamenten ausgeführt. Zwischen zwei Säulenpaaren steht eine schwarze Madonna mit Kind, eine Kopie des Gnadenbildes von Maria Einsiedeln aus dem 19. Jahrhundert. Hinter dem Hochaltar befinden sich zwei Wandschränke, die zur Aufnahme von Votivgaben gedacht waren. An den Wänden sind Figuren des hl. Bruder Konrads und der seligen Irmingard von Frauenchiemsee aus der ersten Hälfte des 20. Jahrhunderts. Die westliche Empore ist mit einer neugotischen Brüstung verkleidet.